# Федеральний міністр з особливих доручень
Федеральний міністр з особливих доручень — так у Німеччині називають міністрів без портфеля, тобто міністрів, у яких немає певного відомства. Вони призначаються за необхідності. Тому кілька людей можуть одночасно займати цей пост або, навпаки, у якийсь період ця посада може бути зовсім відсутньою. Так, наприклад, із возз'єднанням обох німецьких держав з 3 жовтня 1990 відразу п'ять міністрів НДР стали міністрами з особливих доручень. Утім, вони обіймали посади лише до січня 1991 р. Крім цього варто зауважити, що Голова Відомства Федерального канцлера найчастіше також обіймає посаду міністра з особливих доручень.

## Міністри з особливих доручень Федеративної Республіки Німеччини, 1953—1990

Герб ФРН

| Ім'я                                                              | Дата вступу на посаду | Дата зняття з посади | Партія              | Коментар         |
| ----------------------------------------------------------------- | --------------------- | -------------------- | ------------------- | ---------------- |
| Вальдемар Крафт Герман Шефер Франц Йозеф Штраус Роберт Тілльманнс | 1953                  | 1956                 | ПРО/СІБ ВДП ХСС ХДС |                  |
| посада відсутня                                                   | 1956                  | 1961                 |                     |                  |
| Генріх Кроне                                                      | 1961                  | 1964                 | ХДС                 |                  |
| Людгер Вестрик                                                    | 1964                  | 1966                 | ХДС                 | глава канцелярії |
| посада відсутня                                                   | 1966                  | 1969                 |                     |                  |
| Горст Емке                                                        | 1969                  | 1972                 | СДПН                | глава канцелярії |
| Егон Бар Вернер Майгофер                                          | 1972                  | 1974                 | СДПН ВДП            |                  |
| посада відсутня                                                   | 1974                  | 1984                 |                     |                  |
| Вольфганг Шойбле                                                  | 1984                  | 1989                 | ХДС                 | глава канцелярії |
| Ганс Кляйн                                                        | 1989                  | 1990                 | ХСС                 |                  |

## Міністри з особливих доручень Федеративної Республіки Німеччина, 1990-дотепер

Герб ФРН

| Ім'я                | Дата вступу на посаду | Дата зняття з посади | Партія | Коментар        |
| ------------------- | --------------------- | -------------------- | ------ | --------------- |
| Рудольф Зайтерс     | 1989                  | 1990                 | ХДС    | глава відомства |
| Сабіна Бергман-Поль | 1990                  | 1991                 | ХДС    |                 |
| Гюнтер Краузе       | 1990                  | 1991                 | ХДС    |                 |
| Лотар де Мезьєр     | 1990                  | 1990                 | ХДС    |                 |
| Райнер Ортлеб       | 1990                  | 1991                 | ВДП    |                 |
| Гансйоахім Вальтер  | 1990                  | 1991                 | НСС    |                 |
| Фрідріх Боль        | 1991                  | 1998                 | ХДС    | глава відомства |
| Бодо Гомбах         | 1998                  | 1999                 | СДПН   | глава відомства |
| посада відсутня     | 1999                  | 2005                 |        |                 |
| Томас де Мезьєр     | 2005                  | 2009                 | ХДС    | глава відомства |
| Рональд Пофалла     | 2009                  | 2013                 | ХДС    | глава відомства |
| Петер Альтмаєр      | 2013                  | 2018                 | ХДС    | глава відомства |
| Гельґе Браун        | 2018                  | 2021                 | ХДС    | глава відомства |
| Вольфганг Шмідт     | 2021                  |                      | СДПН   | глава відомства |